# Xã Sherman, Quận Redwood, Minnesota
Xã Sherman (tiếng Anh: Sherman Township) là một xã thuộc quận Redwood, tiểu bang Minnesota, Hoa Kỳ. Năm 2010, dân số của xã này là 370 người.